# Associazione Giovanile Nocerina 1910 2006-2007
Questa pagina raccoglie le informazioni riguardanti l'Associazione Giovanile Nocerina 1910 nelle competizioni ufficiali della stagione 2006-2007.

## Rosa
| N. |                      | Ruolo | Calciatore               |
| -- | -------------------- | ----- | ------------------------ |
| -  | Italia (bandiera)    | A     | Diego Albano             |
| -  | Italia (bandiera)    | C     | Mario Alfieri            |
| -  | Italia (bandiera)    | D     | Santo Amenta             |
| -  | Italia (bandiera)    | C     | Paolino Bencivenga       |
| -  | Italia (bandiera)    | P     | Gennaro Capasso          |
| -  | Italia (bandiera)    | C     | Carmine Cerchia          |
| -  | Argentina (bandiera) | D     | Leonel Ciminari          |
| -  | Italia (bandiera)    | D     | Gianguglielmo Cirillo    |
| -  | Italia (bandiera)    | C     | Paolo De Crescenzo       |
| -  | Italia (bandiera)    | D     | Giovanni Michele De Sole |
| -  | Italia (bandiera)    | D     | Enea Dionisio            |
| -  | Italia (bandiera)    | A     | Nicola Falomi            |
| -  | Italia (bandiera)    | P     | Edewin Maria Fanini      |
| -  | Italia (bandiera)    | C     | Claudio Galdi            |
| -  | Italia (bandiera)    | C     | Cristian Galliano        |
| -  | Italia (bandiera)    | C     | Domenico Giugliano       |

| N. |                    | Ruolo | Calciatore            |
| -- | ------------------ | ----- | --------------------- |
| -  | Italia (bandiera)  | A     | Renato Greco          |
| -  | Brasile (bandiera) | C     | Higo Oliveira         |
| -  | Italia (bandiera)  | C     | Angelo Lopetrone      |
| -  | Italia (bandiera)  | A     | Roberto Manca         |
| -  | Italia (bandiera)  | A     | Francesco Marra       |
| -  | Italia (bandiera)  | A     | Francesco Marrazzo    |
| -  | Italia (bandiera)  | D     | Eddy Mengo            |
| -  | Italia (bandiera)  | C     | Vasco Morelli         |
| -  | Italia (bandiera)  | D     | Daniel Niccolini      |
| -  | Nigeria (bandiera) | A     | Christian Okolie      |
| -  | Italia (bandiera)  | D     | Nicolò Pascuccio      |
| -  | Italia (bandiera)  | C     | Vincenzo Platone      |
| -  | Italia (bandiera)  | C     | Dario Rocco           |
| -  | Italia (bandiera)  | C     | Giovanni Rosamilia    |
| -  | Italia (bandiera)  | C     | Carlo Emiliano Scotti |